# Petscop
Petscop ist eine YouTube-Horror-Webserie von Tony Domenico, die einer YouTube-Let’s-Play-Serie ähnelt. Die Videos folgen „Paul“, dem Protagonisten, der ein vermeintlich „lange verschollenes PlayStation-Videospiel“ mit dem Titel Petscop erforscht und dokumentiert. Die Serie mit 24 Folgen lief vom 12. März 2017 bis zum 2. September 2019. Die Serie erhielt aufgrund ihrer Erzählweise, Authentizität, ihres Surrealismus und ihrer aktiven Zuschauergemeinschaft breite Beachtung.

## Zusammenfassung der Handlung
Die Hauptfigur Paul hat eine Kopie des unveröffentlichten Titelspiels Petscop gefunden oder erhalten, das angeblich von der fiktiven Firma Garalina entwickelt wurde, und hat Aufnahmen seiner frühen Level hochgeladen. Auf den ersten Blick scheint das Spiel ein normales PlayStation-Puzzlespiel zu sein, bei dem der Spielercharakter namens „Guardian“ durch das Lösen von Rätseln seltsame Kreaturen, sogenannte „Haustiere“, einfängt. Paul weist auf die Unvollständigkeit des Spiels und den Mangel an spielbarem Inhalt hin. Die ersten vier Episoden wurden von Paul für eine bestimmte, namentlich nicht genannte Person aufgezeichnet. Später gibt Paul zu, dass seine Aufnahmen ein Publikum auf YouTube gefunden haben, obwohl er immer noch direkt mit der unsichtbaren Figur erzählt und gelegentlich mit ihr telefoniert.
Der Spielschachtel lag jedoch ein Zettel bei, der einen Code und eine Anleitung enthielt. Indem Paul diese befolgt, erhält er Zugang zu einem dunklen, verborgenen Abschnitt des Spiels. Das neue Gebiet, bekannt als „Newmaker Plane“, ist ein riesiges Grasfeld, stockdunkel, abgesehen von einem Scheinwerfer, der dem Guardian folgt. Das Feld verfügt über wenige Sehenswürdigkeiten und ein großes Netz unterirdischer Tunnel. Das Gebiet folgt immer noch weitgehend den Konventionen von Puzzlespielen, und Paul versucht, die Rätsel (und die interne Logik des Spiels) zurückzuentwickeln, um weiter voranzukommen. Je mehr Paul auf den Inhalt stößt, desto mehr wird durch Verweise auf Ereignisse und Charaktere aus der „realen Welt“ langsam klar, dass Petscop für eine bestimmte Person entwickelt wurde, die etwas Schreckliches getan hat.
Die übergreifende Handlung der Serie dreht sich um einen Mann namens Marvin, das Verschwinden seiner Kindheitsfreundin Lina und einen Vorfall, bei dem Marvin seine eigene Tochter Care entführt, von der er glaubt, dass sie die wiedergeborene Lina ist. Immer wieder steht die „Wiedergeburt“ im Mittelpunkt, ein gescheiterter Versuch, ein Mädchen namens Belle in ein Mädchen namens Tiara wiederzubeleben, und eine wachsende Verbindung zwischen Paul, der Vergangenheit seiner Familie und dem Spiel. Später wird angedeutet, dass einige Aufnahmen nicht aus Pauls Perspektive stammen, wodurch neue Sichtweisen von Belle und Marvin eingeführt werden, die alle gleichzeitig Petscop spielen. Marvin bittet Paul um Hilfe, um Orientierungspunkte auf der Newmaker-Ebene zu finden und den Prozess der Wiedergeburt seiner Tochter Care nachzustellen. Später erkennt Paul, dass die Orientierungspunkte auf dem Newmaker-Plane für reale Orte von Bedeutung sein könnten; Nachdem er vermutlich zu einem der wahren Wahrzeichen gereist ist, ist Pauls Stimme ab diesem Zeitpunkt nicht mehr zu hören, obwohl seine Videos weiterhin ohne Kommentar hochgeladen werden.

## Figuren

### Im Spiel
- Guardian[5] oder Newmaker[9] – Der Spielercharakter, den Paul kontrolliert. Es handelt sich um ein grünes, tierähnliches Wesen einer unbekannten Art.[4]
- Red Tool – Ein großes rotes Objekt, dem der Spieler Fragen stellen kann, obwohl es normalerweise mit „Ich weiß nicht“ antwortet. Es befindet sich unter der Newmaker-Ebene in einem Raum mit Blick auf eine Windmühle. In der gesamten Serie finden sich zahlreiche weitere „Werkzeuge“ in unterschiedlichen Farben.[4]
- Marvin – Marvin existiert als Charakter im Spiel und als Person, die im wirklichen Leben erwähnt wird. Vermutlich spielt der echte Marvin das Spiel als sein Avatar. Paul identifiziert ihn als die seltsame Kreatur mit dem grünen Gesicht in „Petscop 8“. Er ist der Vater von Care und entführte sie 1997, um eine Wiedergeburt durchzuführen. Marvin erscheint gelegentlich, um Paul zu helfen, und sie lernen, in einer esoterischen PlayStation-Controller-Sprache zu kommunizieren. In bestimmten Aufnahmen ist Marvin zu sehen, wie er Abschnitte des Spiels spielt, die sich speziell an ihn wenden, was darauf hindeutet, dass das Spiel für Marvin gemacht wurde, um es zu finden.[10] Marvin wendet sich später gegen Paul und verletzt ihn in „Petscop 15“ irgendwie körperlich.
- Carrie Mark (Care) – Care wird im Spiel dargestellt und es wird erwähnt, dass sie im wirklichen Leben existiert hat. Sie wurde 1997 eine Zeit lang entführt, bevor sie zurückkehrte. Was in der Zwischenzeit geschah, ist unbekannt, ebenso wie die Ereignisse danach. Im Spiel gilt sie als „Haustier“ und wird vom Newmaker-Flugzeug erfasst. Sie existiert in drei verschiedenen Zuständen: A (vor ihrer Entführung), B (während ihrer Gefangenschaft) und NLM („Niemand liebt mich“, nach ihrer Flucht). Nach ihrem gescheiterten „Wiedergeburtsversuch“ existiert ein vierter Zustand, der im wahrsten Sinne des Wortes als Easter Egg dargestellt wird.[11] Sie wird nur als statisches Objekt dargestellt.
- Michael Hammond (Mike) – Ein 7-jähriger Junge, der von 1988 bis 1995 lebte. Sein Grabstein wird von Paul im Spiel gefunden und später wird vermutet, dass er Rainers Bruder ist, was ihn zum Cousin von Care macht.[8] Die Umstände seines Todes sind unbekannt, es wird jedoch vermutet, dass Petscop ursprünglich als Geburtstagsgeschenk für ihn geschaffen wurde.
- Lina Leskowitz – Carries Tante, die 1977 als Mädchen verschwand – zusammen mit einer ganzen Windmühle, die hinter ihr verschwand. Marvin sah dies geschehen und glaubte später, dass Lina in seiner Tochter Care „wiedergeboren“ wurde. Lina wird dafür gedankt, dass sie „das Spiel möglich gemacht“ hat und wird als „Boss“ bezeichnet. Die Serie endet damit, dass Paul und Belle in sie hineinlaufen. Immer wieder heißt es, dass „nicht jeder“ sie sehen könne.

#### Haustiere
- Randice – Eine Blume, die in einer symbiotischen Beziehung mit Wavey existiert.
- Toneth – Ein Haustier, das auf einem Gemälde neben Randice abgebildet ist. Er wurde nur im Newmaker-Flugzeug gefunden und ist ein Vogel, der sich offenbar bei einem Autounfall das Bein gebrochen hat.
- Wavey – Eine Wolke, die Randice trinkt, um ihn am Leben zu erhalten.
- Amber – Eine große, empfindungsfähige Kugel, die es genießt, in ihrem Käfig zu bleiben.
- Pen – Eine aufstrebende Mathematikerin, die trotz ihrer Taubheit ihre Zeit im Musikzimmer verbringt.
- Roneth – Toneths kleiner Halbbruder. Die Methode, ihn zu fangen, wird rückwirkend im Newmaker-Flugzeug in einer Reihe von Rätseln enthüllt, die die Haustiere nachahmen.

### Außerhalb des Spiels
- Paul – Paul wird nur aufgrund der Benennung seiner Sicherungsdatei als solcher identifiziert[12] und ist ruhig und forschend. Über seine Verbindung zur Familie ist nichts definitiv bekannt, außer dass er einige Ereignisse erkannt hat und dass er die Geheimnisse des Spiels lüften wollte. Es gibt mehrere Parallelen zwischen ihm und Care – er erwähnt, dass sie sich ähneln und denselben Geburtstag haben – was auf eine surrealistische Verbindung zwischen den beiden schließen lässt. Da Care in der Geschichte nie vorkommt, wird spekuliert, dass es sich irgendwie um dieselbe Person handelt. Gegen Ende der Serie gibt es mehrere Hinweise darauf, dass Paul in irgendeiner Form überwacht wird oder sich in Gefangenschaft befindet.
- Belle (auch bekannt als Tiara Leskowitz) – In der gesamten Serie spricht Paul bereits in der ersten Zeile eine bestimmte Person an: „Dies soll Ihnen nur beweisen, dass ich in Bezug auf das Spiel, das ich gefunden habe, nicht lüge.“[13] In „Petscop 22“[14] bezeichnet Paul diese Person als „Belle“. Eine Person namens Tiara, die erstmals im Tool und in einer Notiz in „Petscop 5“ erwähnt wird, wird als Spielfigur dargestellt. Später in der Serie besteht die Figur darauf, dass sie Tiara und nicht Belle heißt. Im Epilog der Serie fragt Belle Paul, ob er sich daran erinnert, „geboren“ zu sein; als sie von Lina „weggeschmuggelt“ wurden, was auf eine familiäre Beziehung schließen lässt.
- Rainer – Vermutlich ein Spitzname für Cares Cousin Daniel Hammond. Rainer ist oder war der Hauptentwickler von Petscop, und seine Beweggründe für die Entwicklung des Spiels sind unklar. Einige Elemente des Spiels sollen Marvin sehen und das Geheimnis aufdecken, wohin er Care gebracht hat. Rainer hatte in seiner Kindheit irgendwie Kontakt zu Paul und war möglicherweise die Person, die ihm Petscop gab.[15]
- Anna – Die Frau von Marvin und Mutter von Care.[16][17]
- Jill – Der Besitzer des Senders und Cares Tante, laut Paul offenbar eine verdächtige Person.[3]

## Rezeption
Petscop wurde von vielen Nachrichtenquellen, wie The New Yorker und Kotaku, aufgegriffen: Patricia Hernandez von Kotaku schrieb: „Wenn dies eine Internet-Geschichte / ein Internet-Spiel ist, dann bewundere ich, wie ausgeklügelt es ist“, und für Alex Barron von The New Yorker ist es „der König der Creepypasta“. Der YouTube-Kanal von Petscop hat (Stand Juli 2023) über 396.000 Abonnenten.

### Interpretationen und kulturelle Verbindungen
Petscop ist als Videospiel fiktiv, obwohl dies während der gesamten Serie verborgen blieb. Einige Zuschauer waren sich zunächst nicht sicher, ob „Paul“ und Petscop real waren, bis die Serie im weiteren Verlauf immer surrealistischer wurde. Erst nach dem Finale wurde Petscop offiziell als Fiktion identifiziert, als sich der Schöpfer Tony Domenico – der während der 30-monatigen Laufzeit der Serie anonym geblieben war – auf Twitter zu erkennen gab. In seinem einzigen Interview gab Domenico zu, dass die Geschichte zwar eine konkrete Handlung hatte, er sich jedoch dafür entschieden hatte, das meiste davon wegzulassen und manchmal bereits fertiges Filmmaterial wegzulassen. „Ich hoffte, das Gefühl zu vermitteln, dass im Hintergrund etwas Seltsames und Komplexes passiert, und man bekommt einfach keinen vollständigen Überblick darüber.“ In den dunkleren Abschnitten des Spiels gibt es viele Hinweise auf Kindesmissbrauch, Kindheitstraumata und irreparable Korruption, sodass diese Motive in der gesamten Serie immer wiederkehren. Zusätzlich zu diesen Themen hat Domenico die Webserien „Marble Hornets“ und „Ben Drowned“ als Einflüsse angeführt und das Publikum durch das Verstecken von Dingen in jedem Video einbezogen. Er nannte auch den David Lynch-Experimentalfilm Inland Empire aus dem Jahr 2006 als den stärksten Einfluss für die Serie und stellte fest, dass „bei dieser Übersetzung in Worte zu viel verloren geht“.
Die ersten Episoden der Serie enthalten auch Anspielungen auf Candace Newmaker und ihren Tod in der Rebirthing-Therapie. Im Laufe der Serie kommt das Wort „Newmaker“ mehrmals vor; der Name des zentralen Ortes und als Titel für Rainer, den Guardian-Charakter und/oder Paul selbst. Darüber hinaus gibt es einen Bereich namens „Quitter's Room“, die wiederholte Frage „Erinnern Sie sich an Ihre Geburt?“ und eine Figur namens Tiara. Domenico hat erklärt, dass die Verweise zwar beabsichtigt waren, er sie aber später bereute. Weitere Referenzen sind ein Zitat aus dem Buch „Daisy-Head Mayzie“ von Dr. Seuss und die Bilder der Figur Care, die unter einer großen Blume weint, die auf den ersten Blick aus ihrem Kopf zu wachsen scheint.